# 高特列·布克哈特
高特列·布克哈特（1836年12月24日—1907年2月6日）是一位瑞士精神科醫師，出生于巴塞尔，先后在巴塞尔大学、哥廷根大学、柏林洪堡大學接受医生培训，并于1860年获得医学博士学位，同年返回巴塞尔大学任教，提出了精神疾病起源于大脑特定区域的论点。